# Volo Aeroflot 601
Il volo Aeroflot 601 era un volo passeggeri interno sovietico da Arkhangelsk a Leshukonskoye, operato da Aeroflot. L'Antonov An-24RV che lo operava si schiantò il 24 dicembre 1983 durante l'avvicinamento a Leshukonskoye, lasciando in vita solo cinque delle quarantanove persone a bordo. L'errore del pilota è stato citato come causa primaria dell'incidente.

## L'equipaggio
L'equipaggio dell'aereo era composto dal capitano Nikolai Alimov, dal primo ufficiale Alexander Priydak, dal navigatore Vladimir Marichev, dall'ingegnere di volo Fyodor Igumnov e da una hostess non identificata.

## L'incidente
La visibilità all'aeroporto di Leshukonskoye era di 5 km, con pioggerella e una velocità del vento di 3 metri al secondo e temperatura dell'aria 0°. A sedici chilometri da Leshukonskoye, e ad un'altitudine di 500 m (1.600 piedi), l'equipaggio abbassò il carrello di atterraggio e impostò i flap a 15 gradi. Quindi i flap vennero ulteriormente estesi a 38 gradi e l'aereo, sotto il controllo dal capitano, iniziò a scendere. Ad un certo punto il velivolo deviò notevolmente a sinistra del normale percorso di planata a circa 490 m dal suolo. Il capitano decise di atterrare invece di eseguire una riattaccata, virando l'apparecchio a destra. Ad un'altitudine di circa 30 m (98 piedi) si decise ad effettuare la manovra. Il carrello d'atterraggio venne retratto e l'aereo iniziò a salire, ma raggiunse degli angoli di slittamento critici che compromisero il controllo del velivolo. Il capitano ordinò quindi di impostare i flap a 15 gradi, ma a quel punto l'aereo era in stallo aerodinamico. Tentò quindi di scendere verso sinistra con un angolo di beccheggio crescente. Ad un'altitudine di 80 m (260 piedi) e con una velocità di 86,39 nodi (160 kmh) i flap erano impostati su 8°. L'angolo di beccheggio alla fine raggiunse i 90 gradi e l'aereo si schiantò a 110 m a destra della pista. L'Antonov si spezzò e bruciò parzialmente, e soltanto quattro passeggeri e l'assistente di volo riuscirono a sopravvivere.
Gli investigatori attribuirono la responsabilità dell'incidente al capitano Alimov, il quale tendeva a pilotare in modo pericoloso, avendo violato le istruzioni di volo. Si è inoltre riscontrato che l'equipaggio avrebbe dovuto avviare una riattaccata invece di tentare di atterrare comunque. Non è stata riscontrata alcuna anomalia nel controllo del traffico aereo.